# Horodiște, Rezina
Horodiște este satul de reședință al comunei cu același nume  din raionul Rezina, Republica Moldova.
În sat sunt amplasate izvoarele din satul Horodiște, o arie protejată din categoria monumentelor naturii de tip hidrologic.

## Galerie de imagini

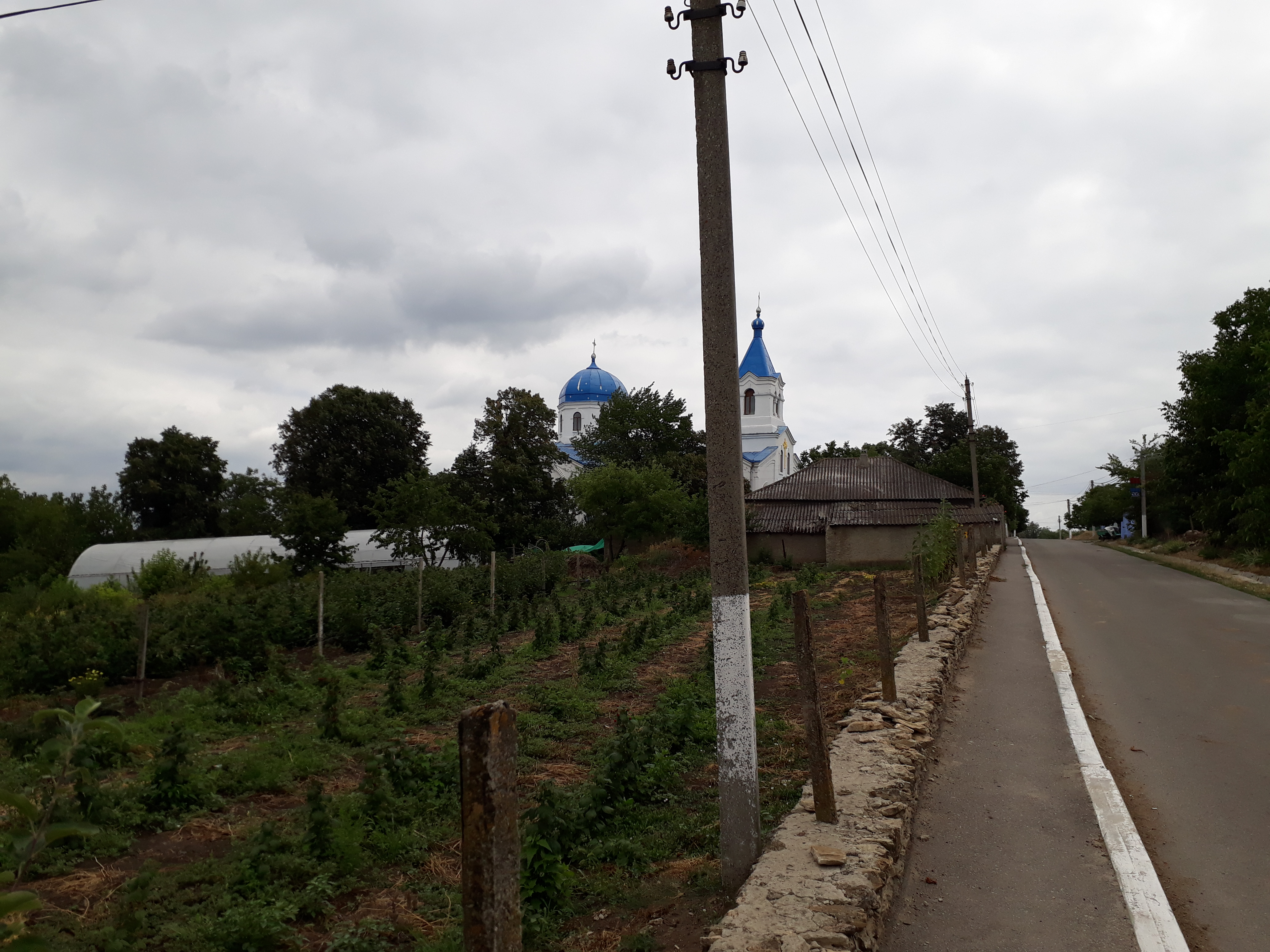
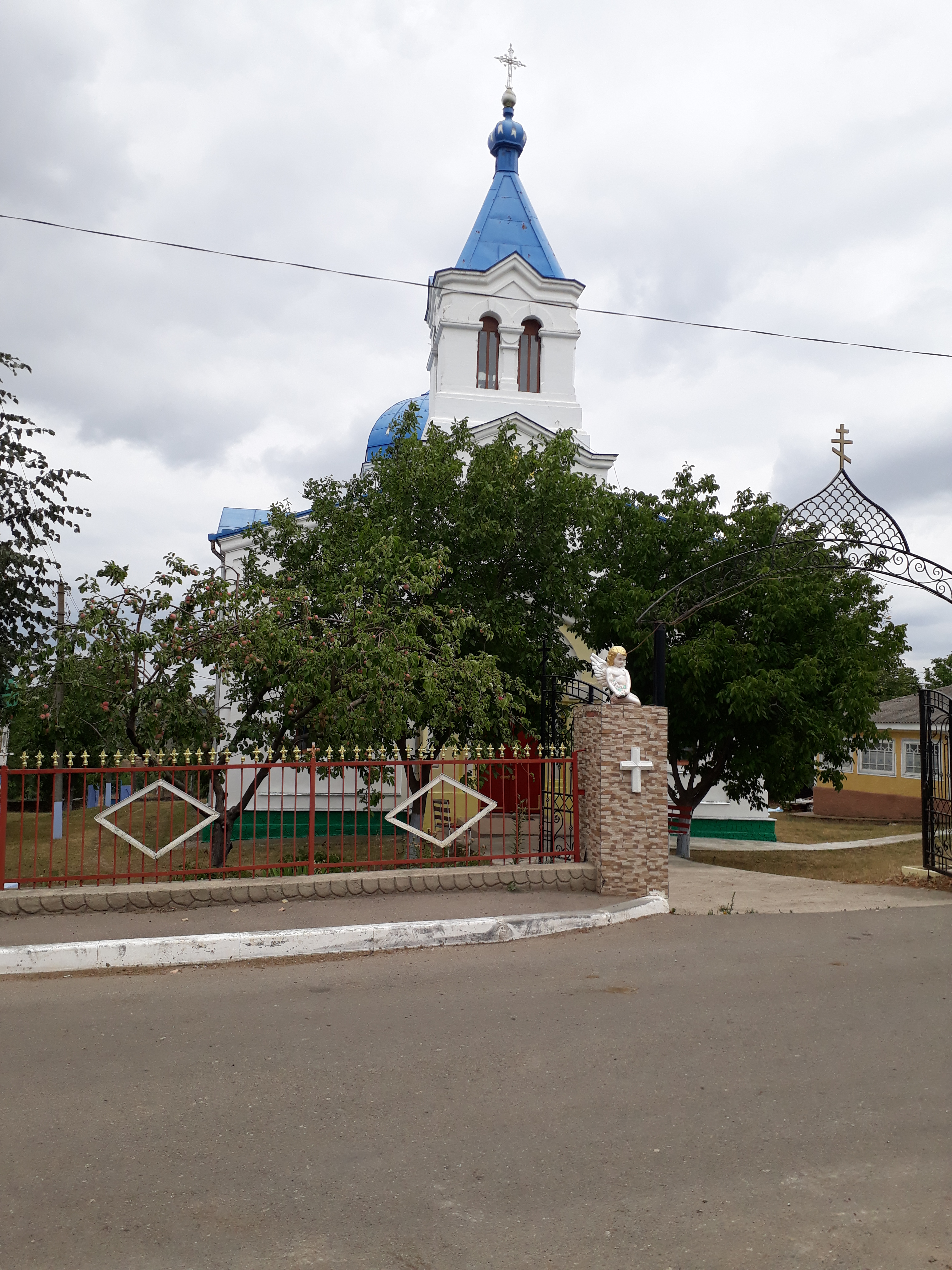
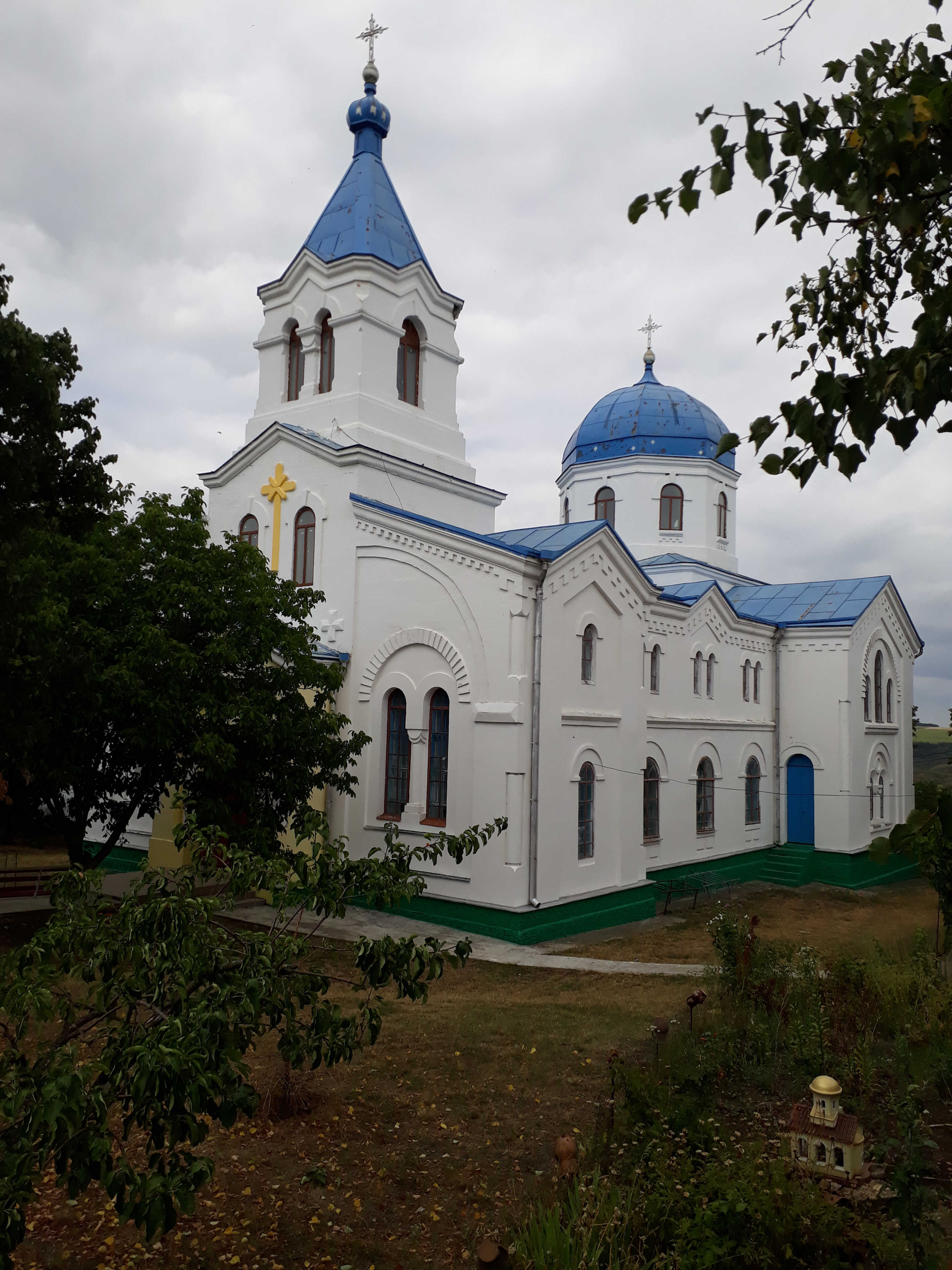
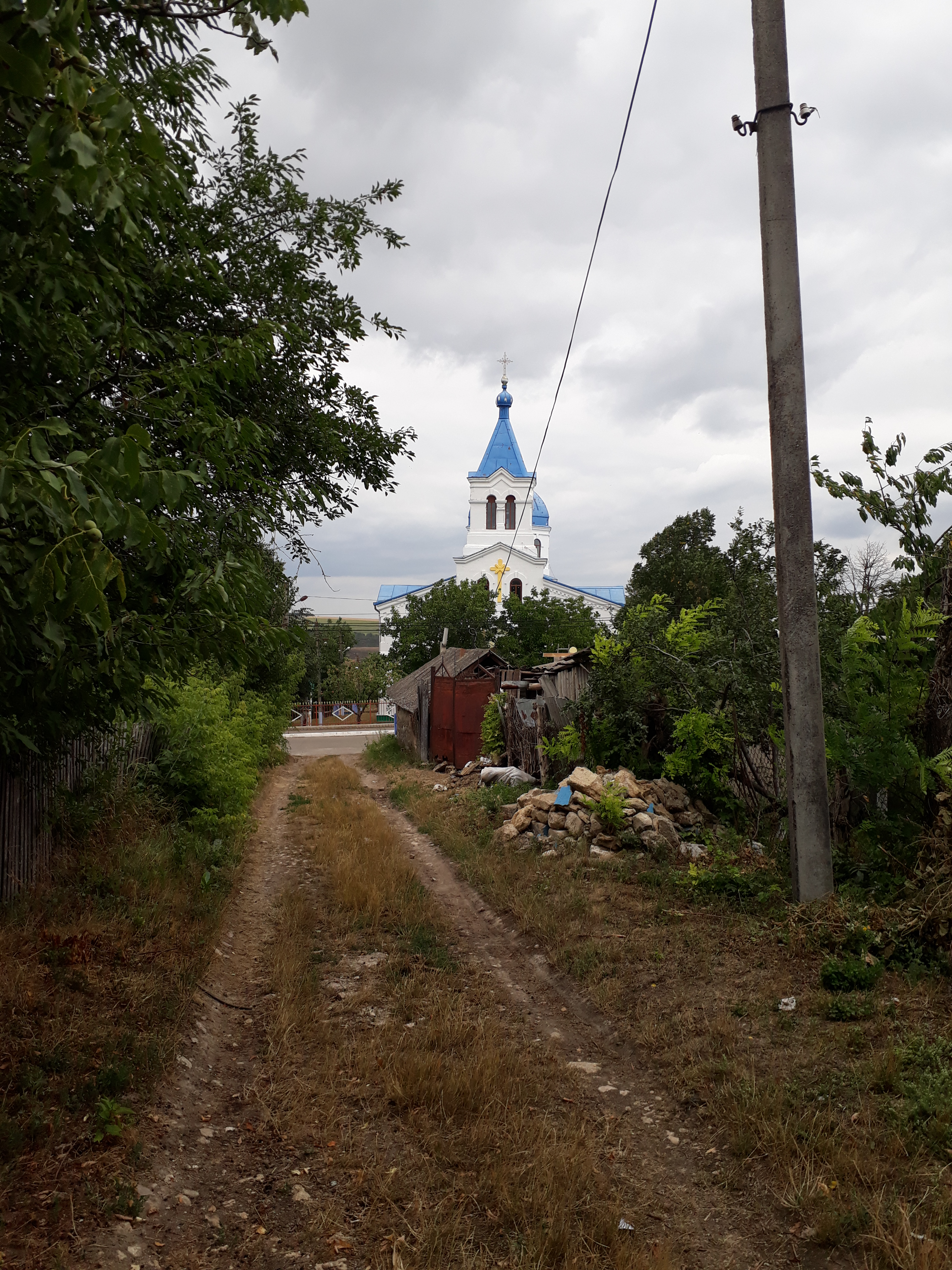
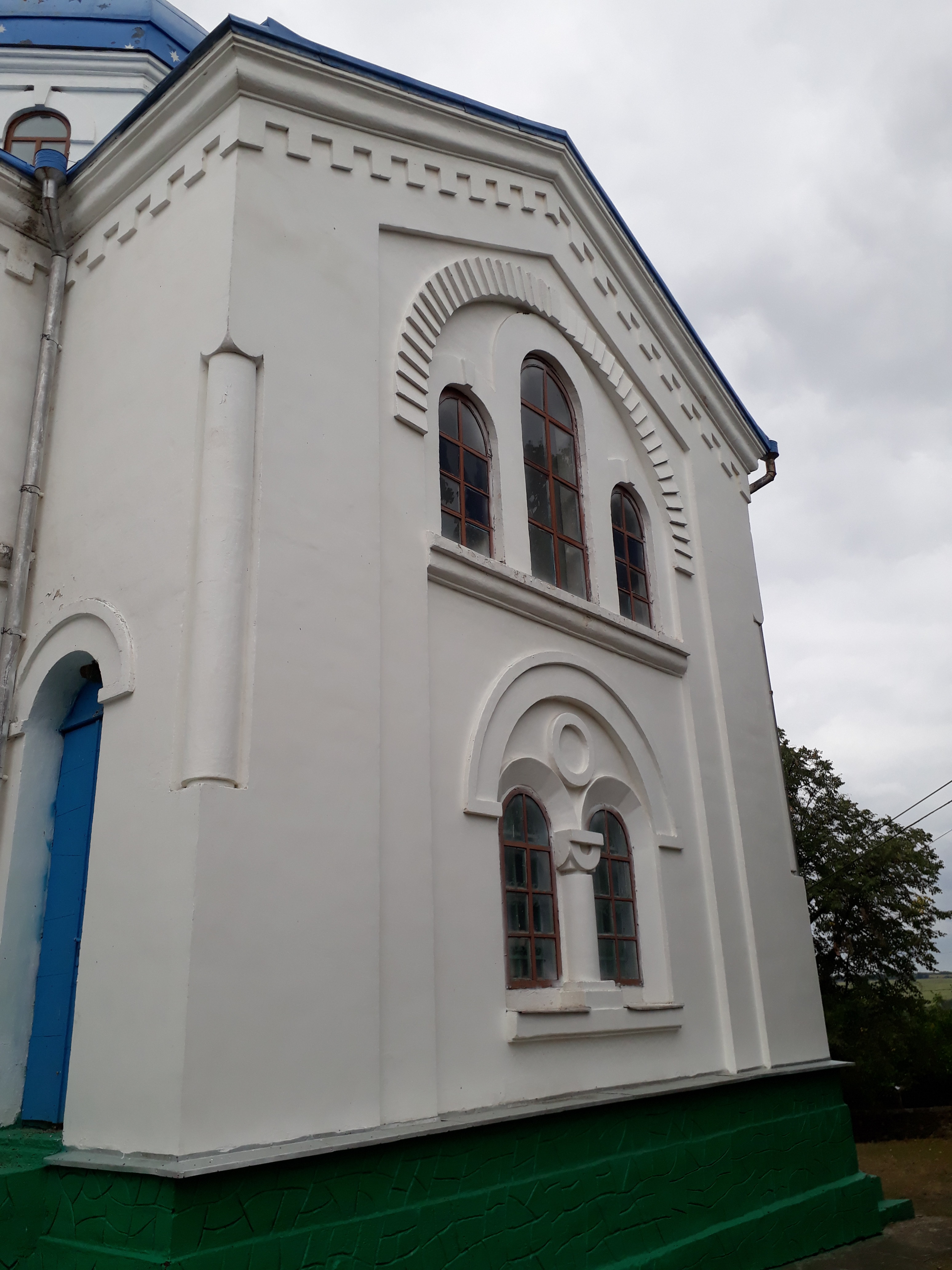
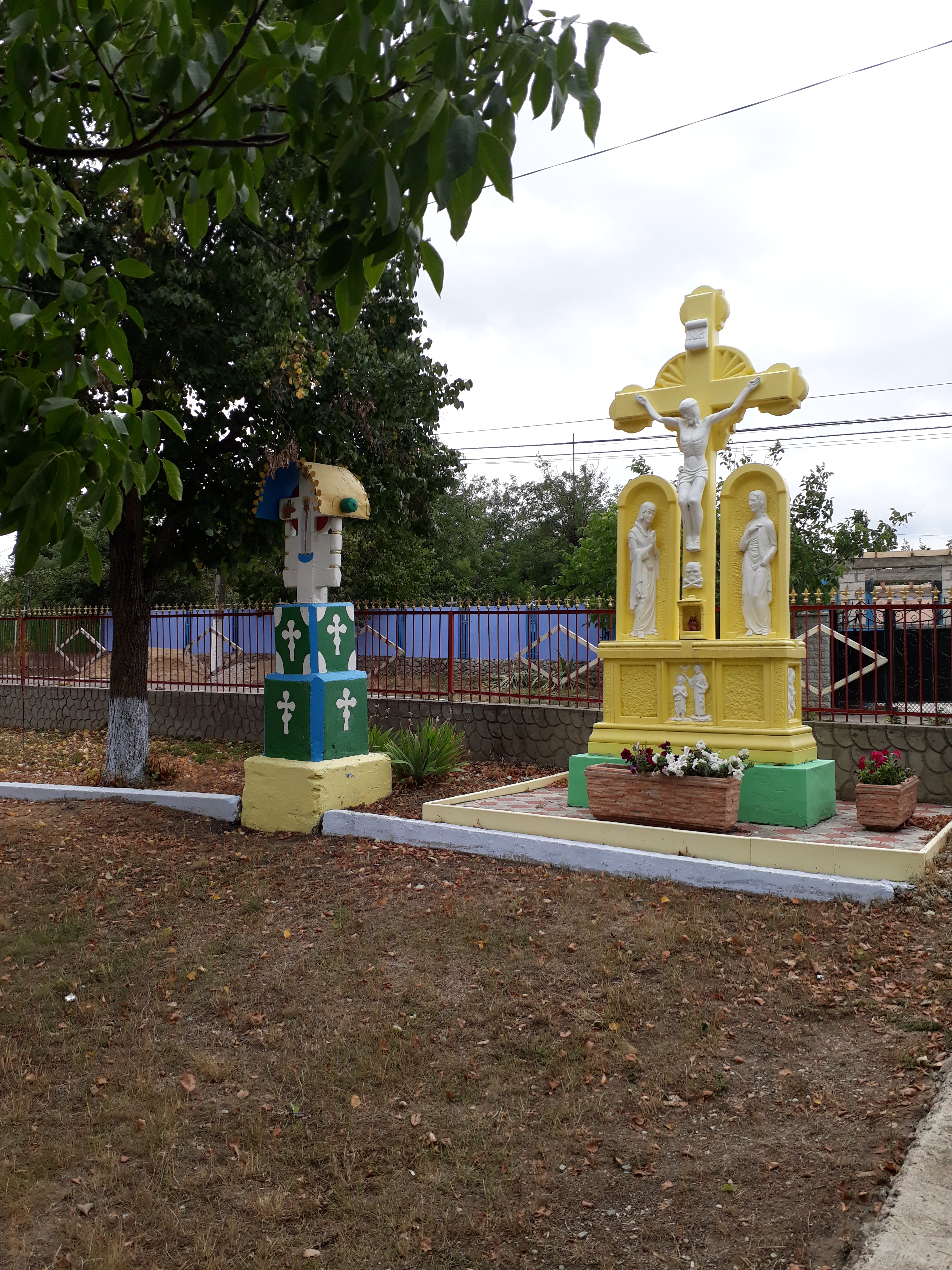

Biserica „Înălțarea Domnului” din localitate, monument ocrotit de stat.
Defileul Țipova, în preajma localității.

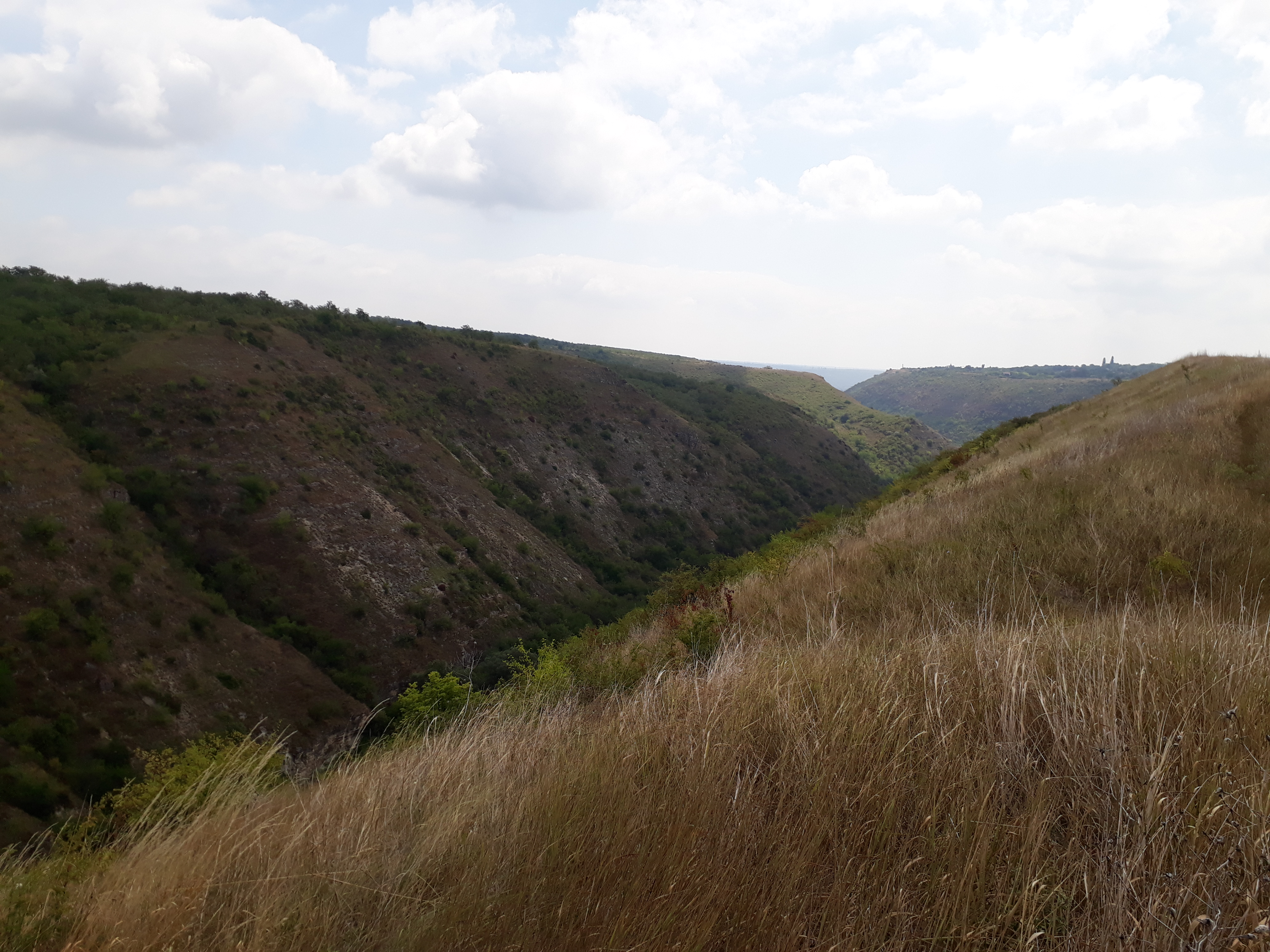
Începutul defileului Țipova, în estul localității.
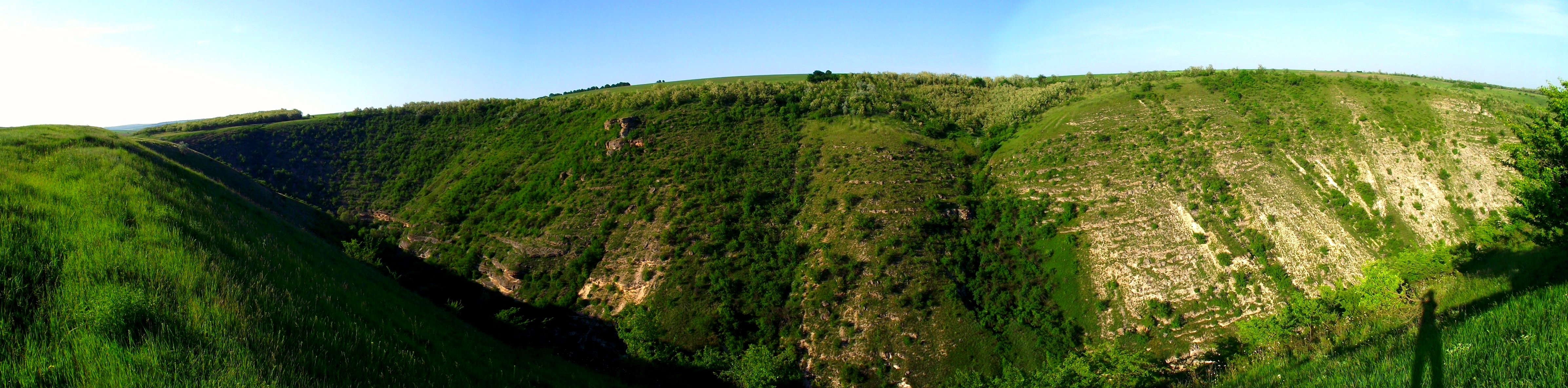
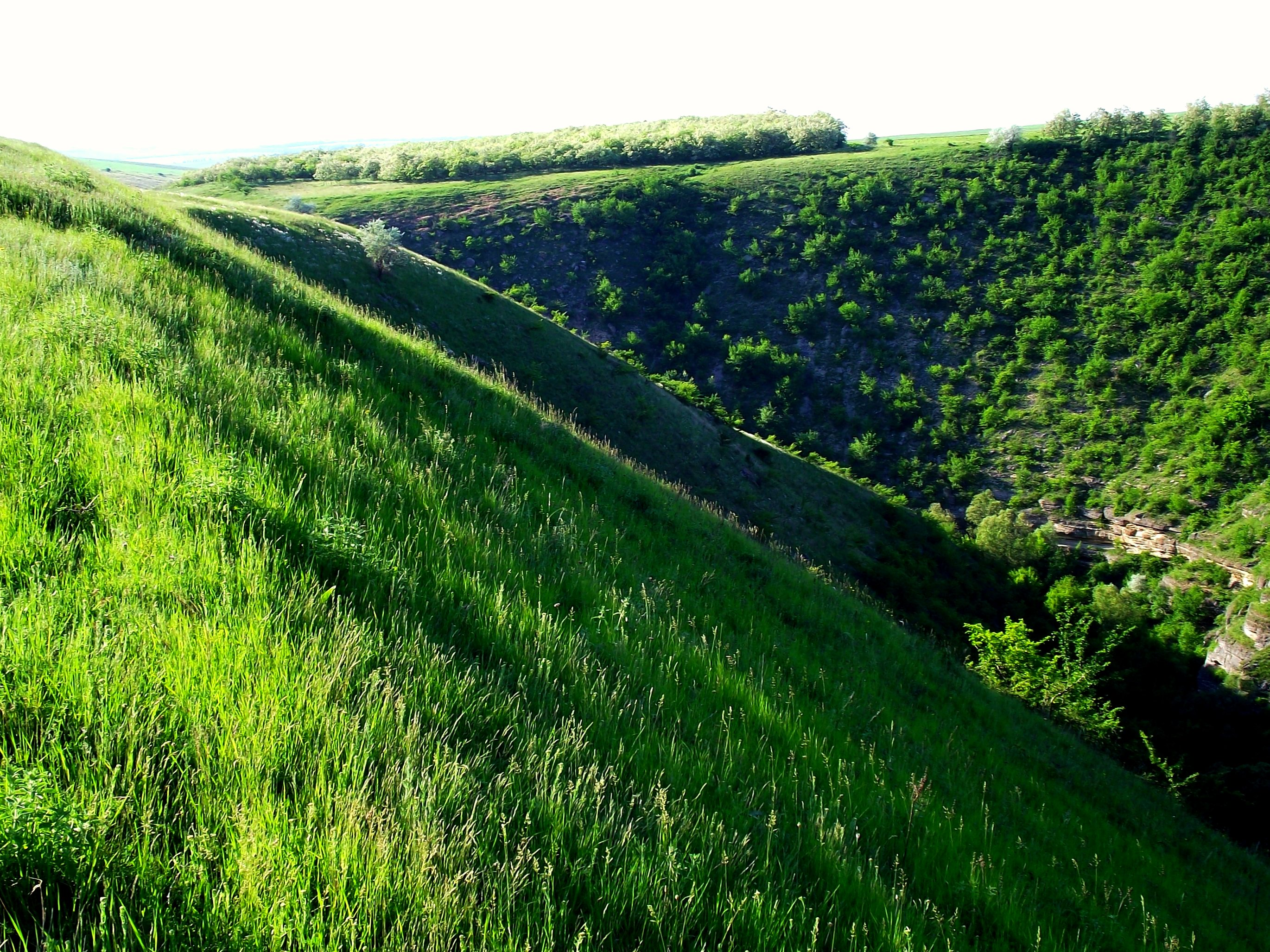
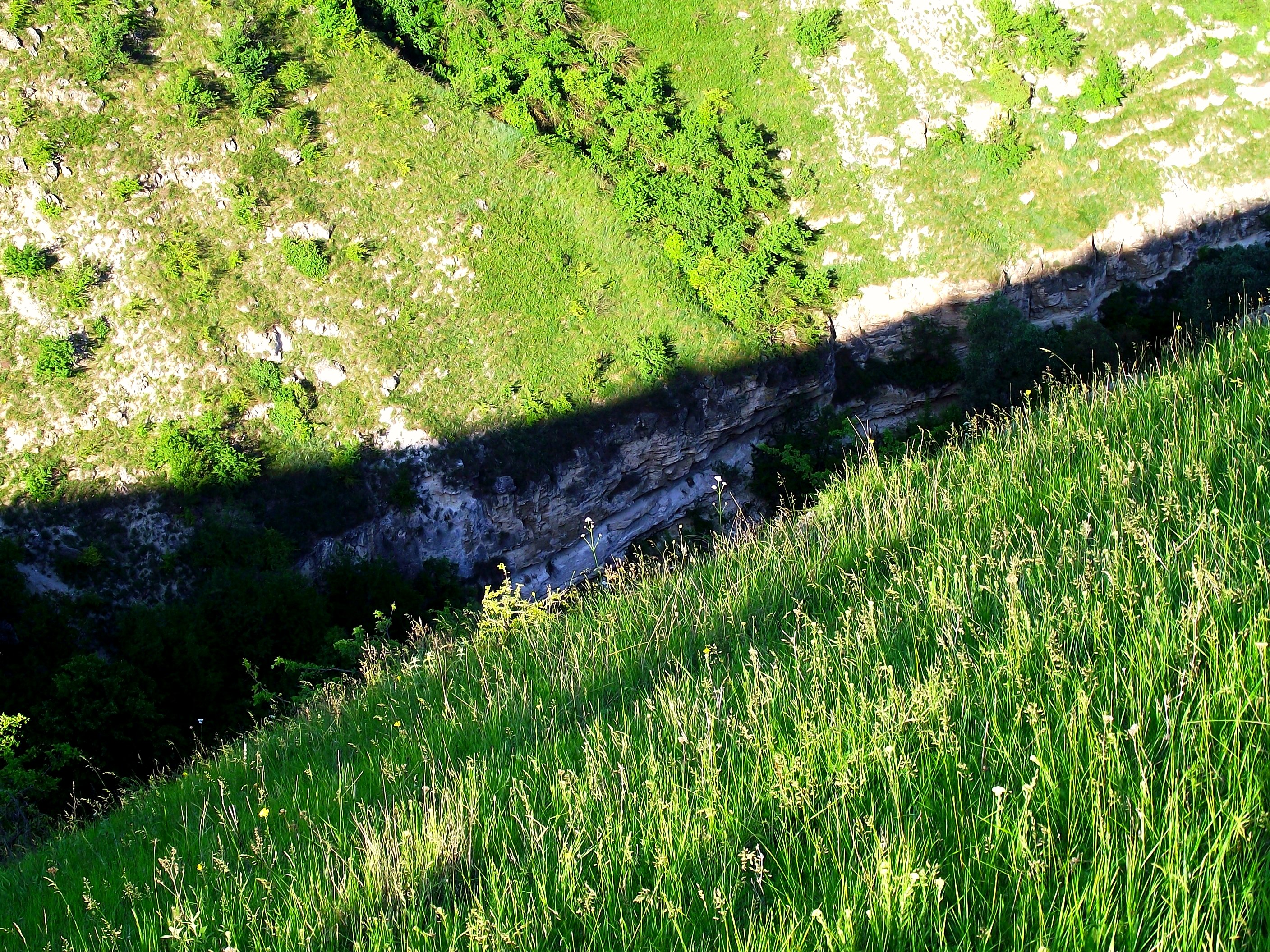
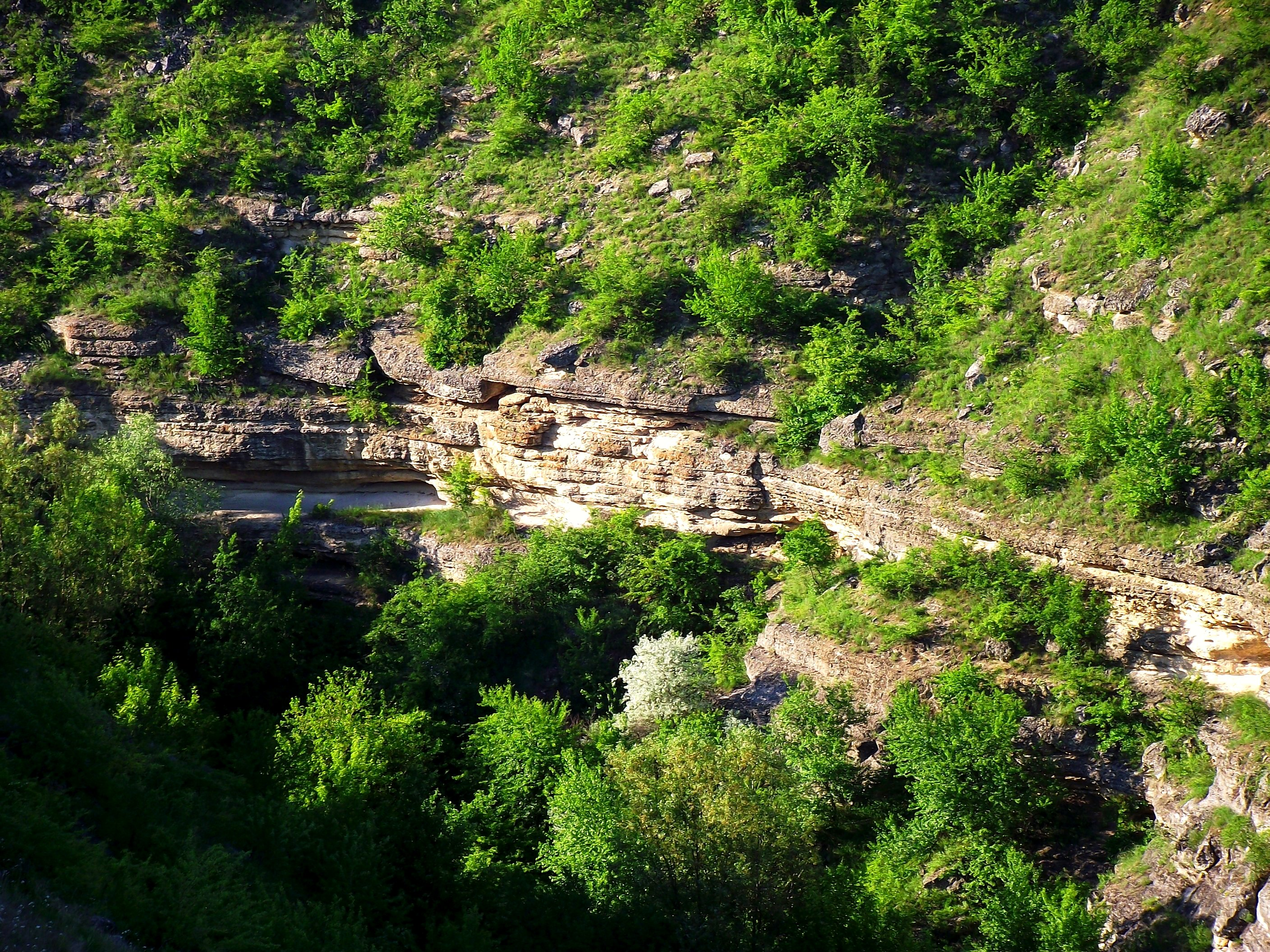
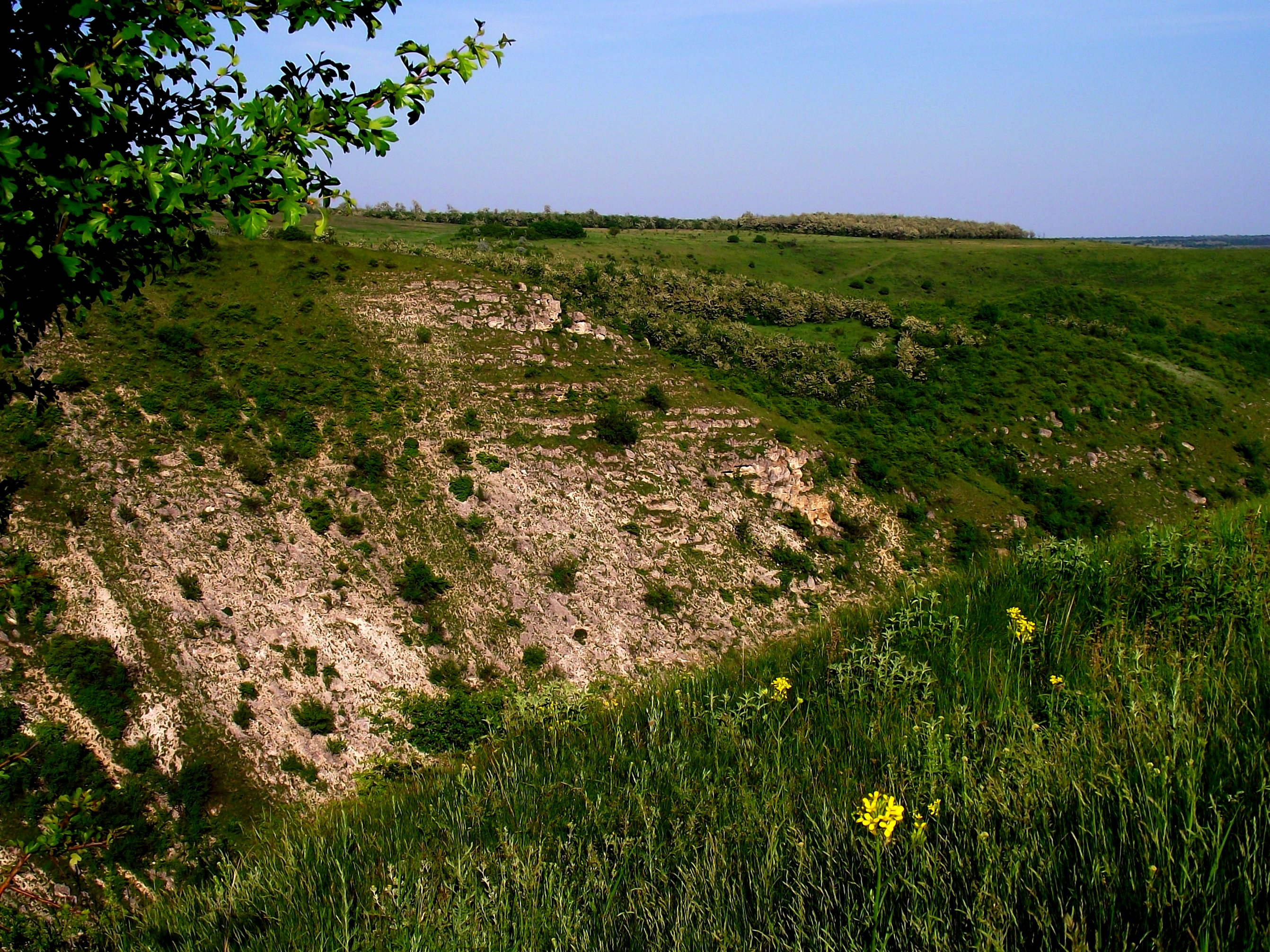

Izvoarele din Horodiște

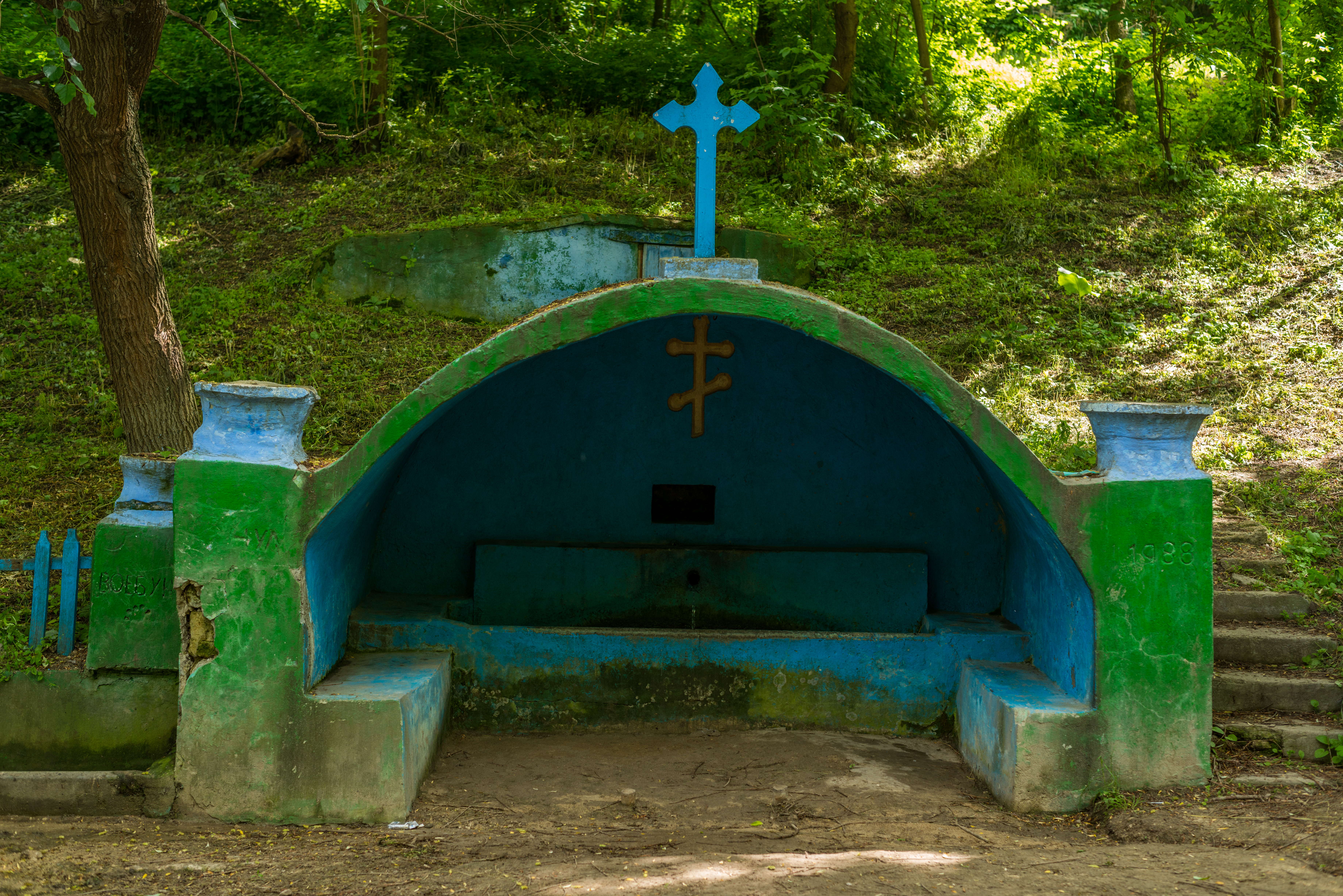
Izvorul Blănăriței
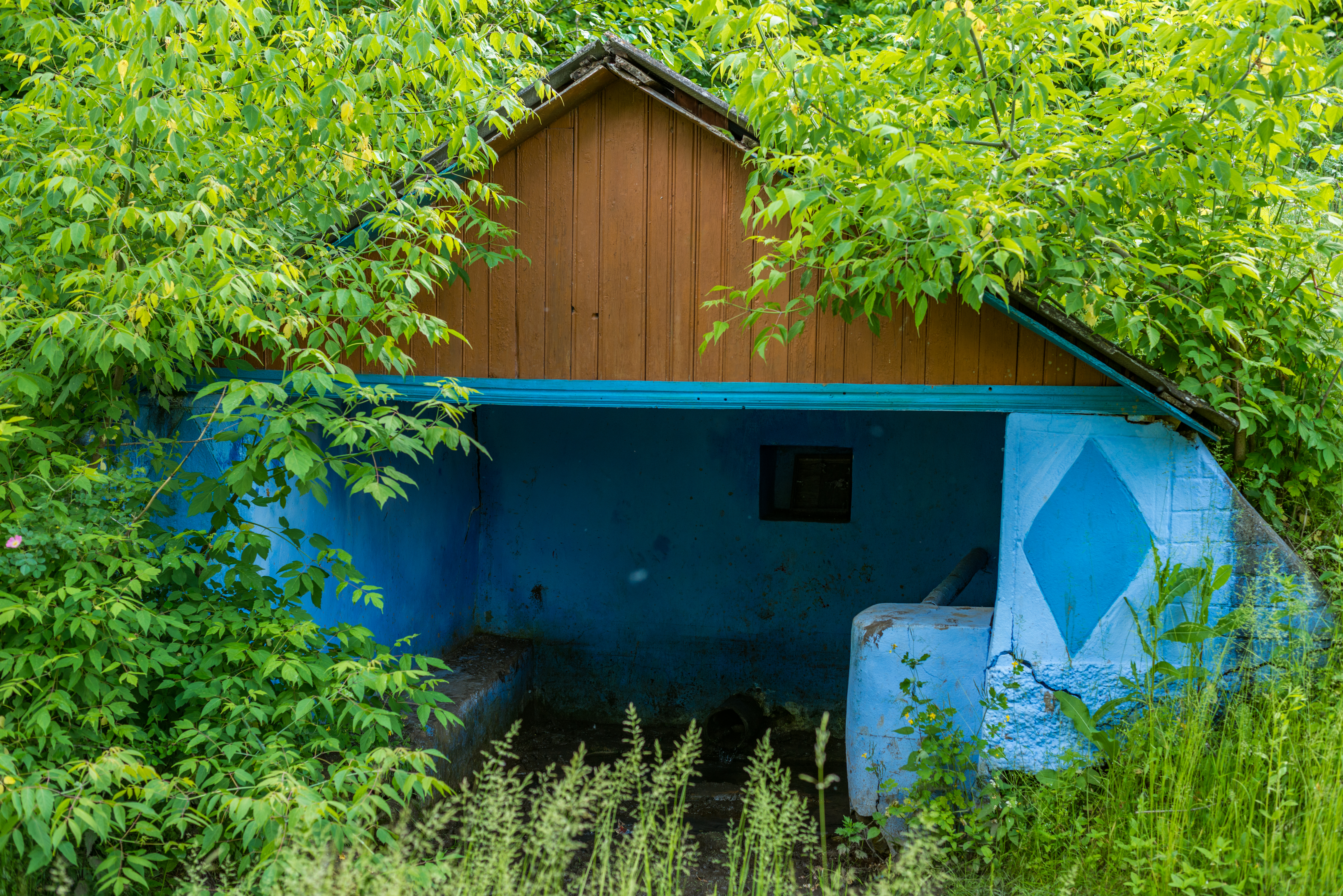
Izvorul Boierului
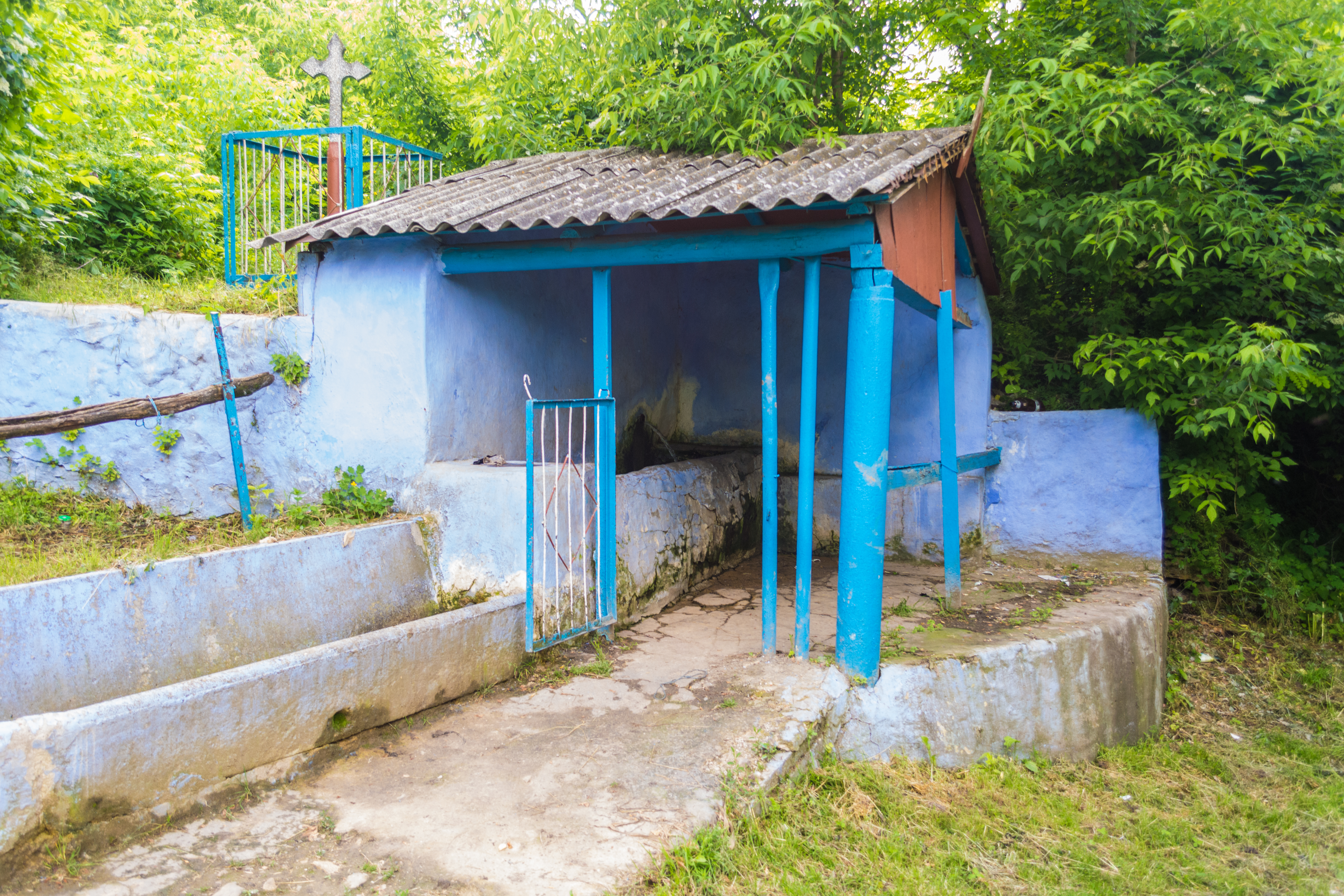
Izvorul lui Camencean
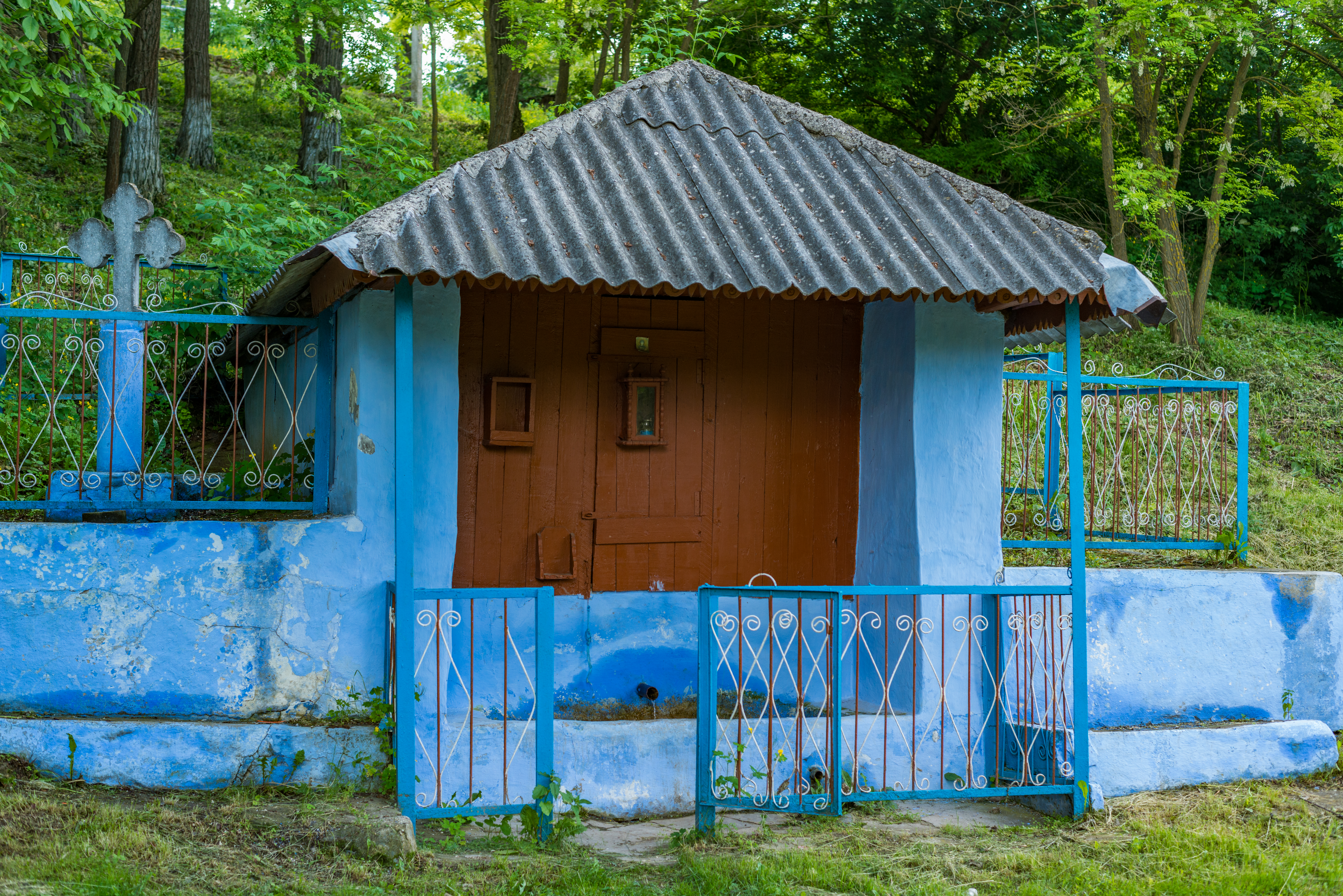
Izvorul lui Capșa
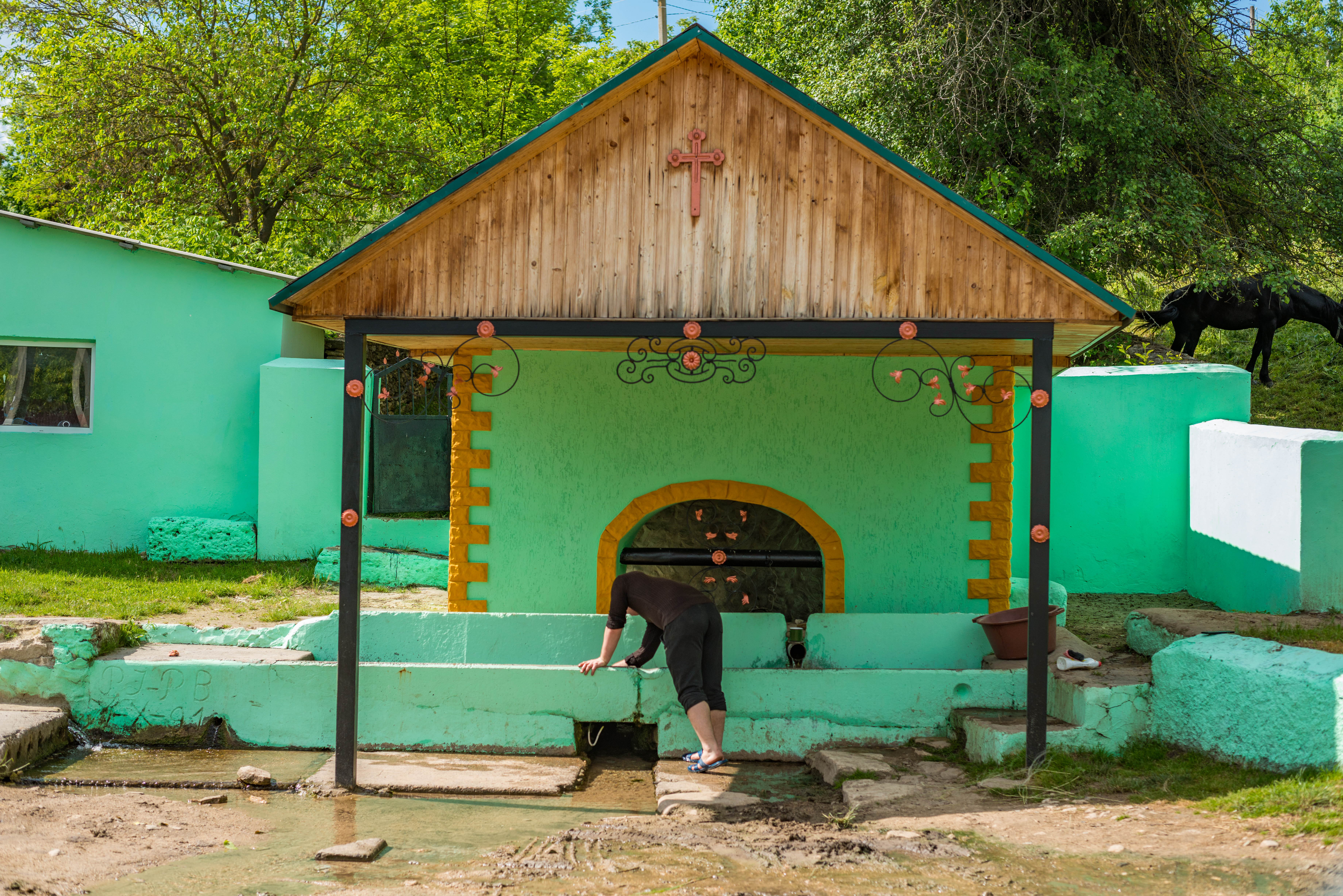
Izvorul cel Mare
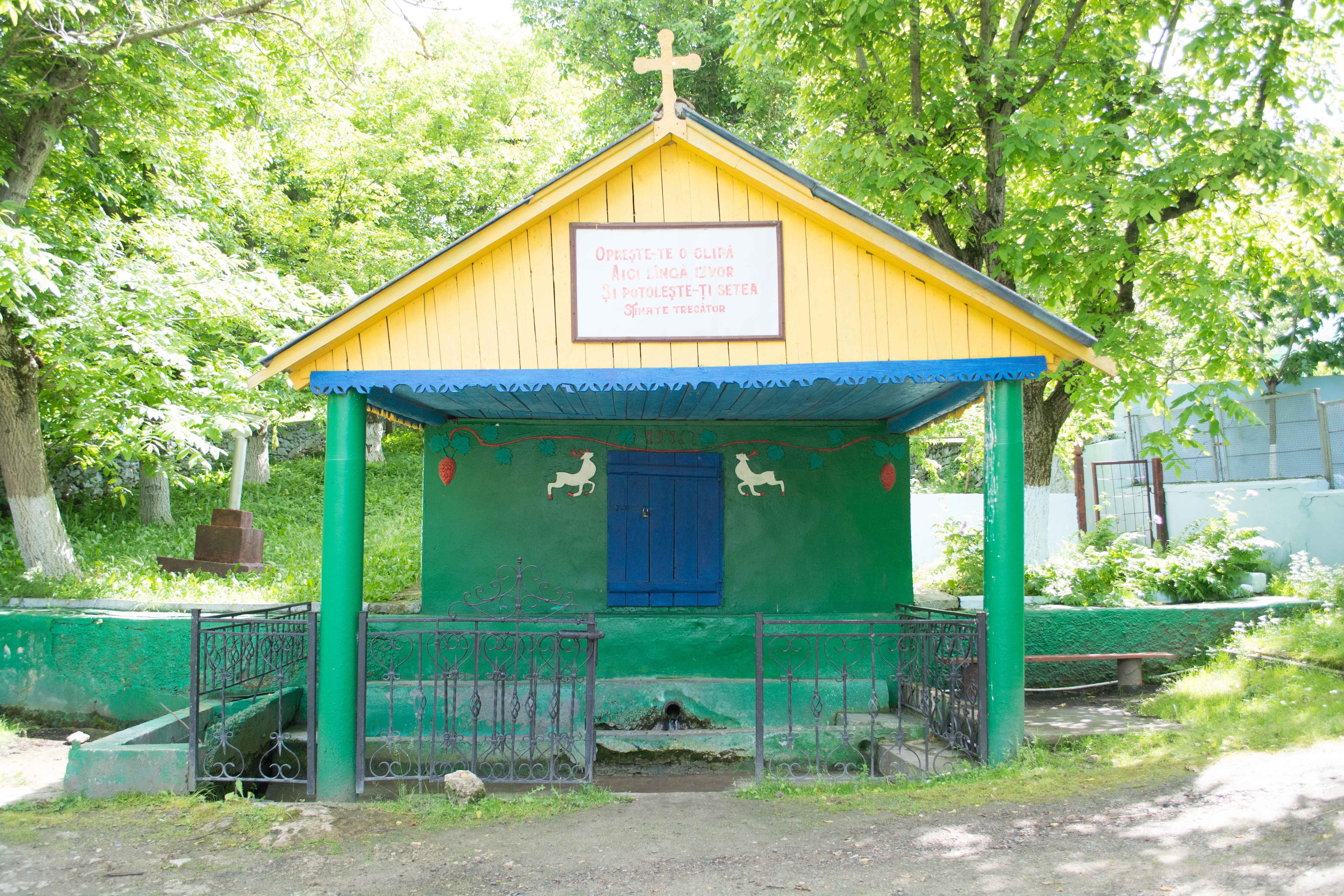
Izvorul lui Stici

Alte locuri

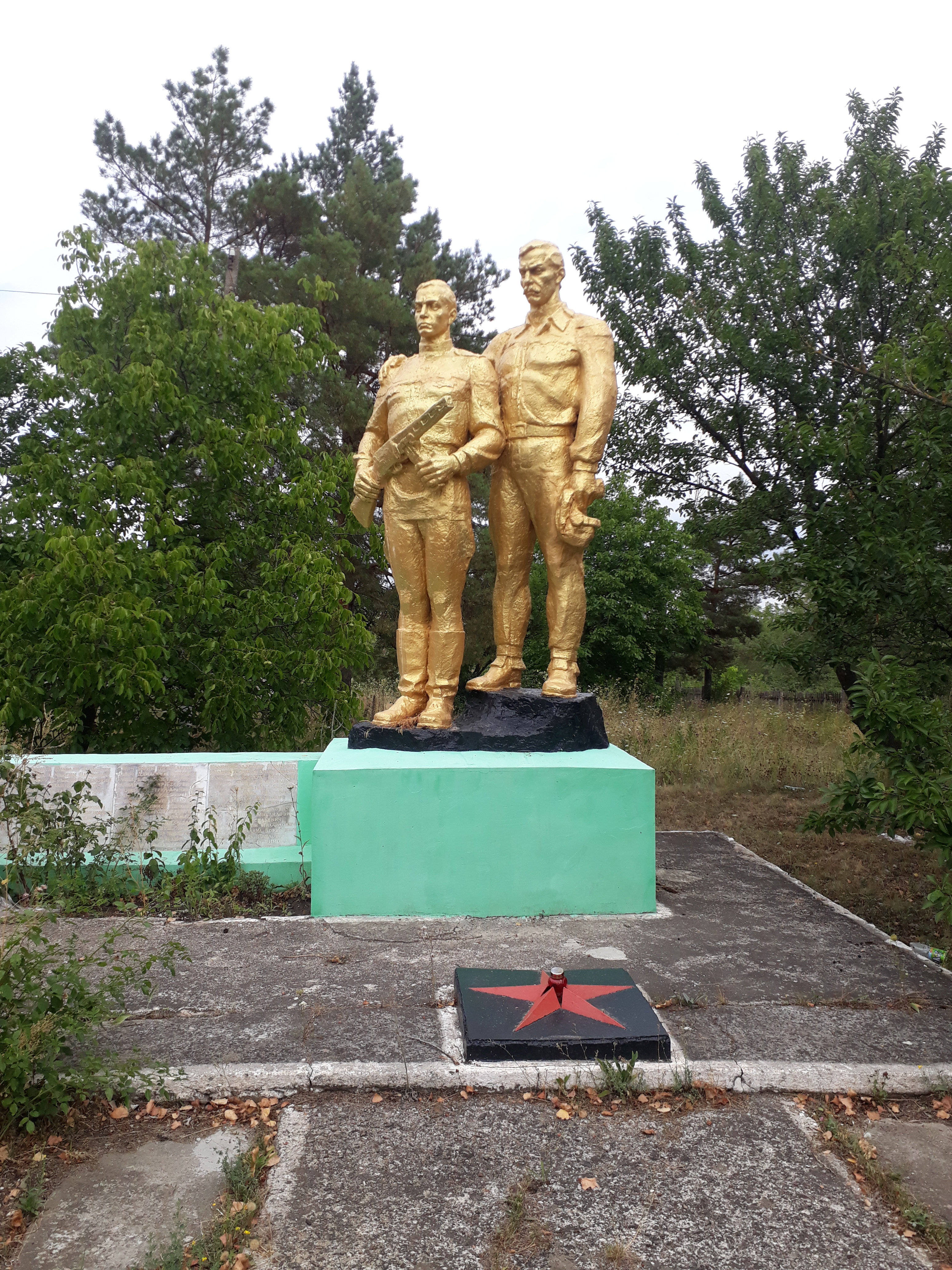
Monument în memoria consătenilor căzuți în Al Doilea Război Mondial.
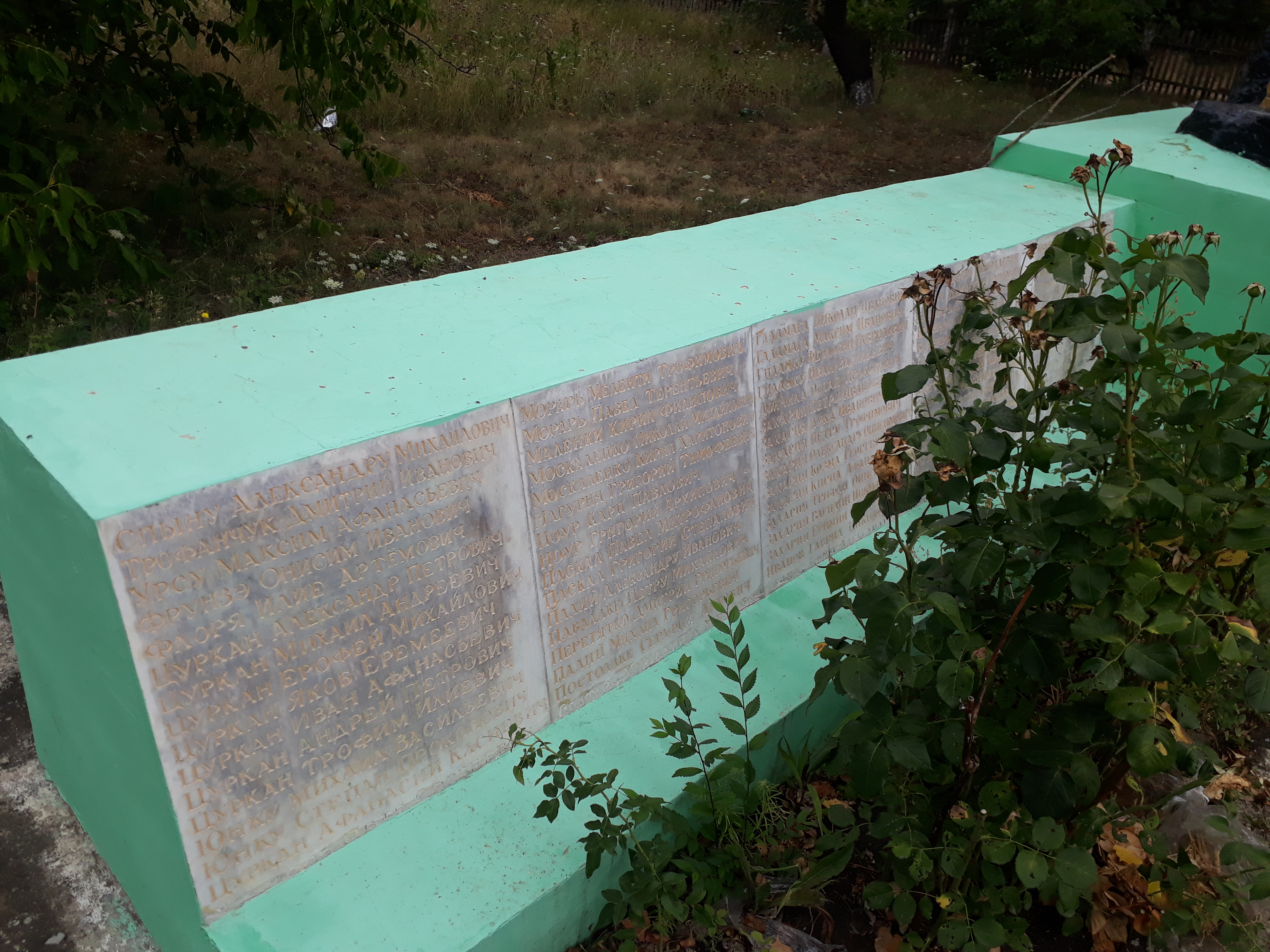
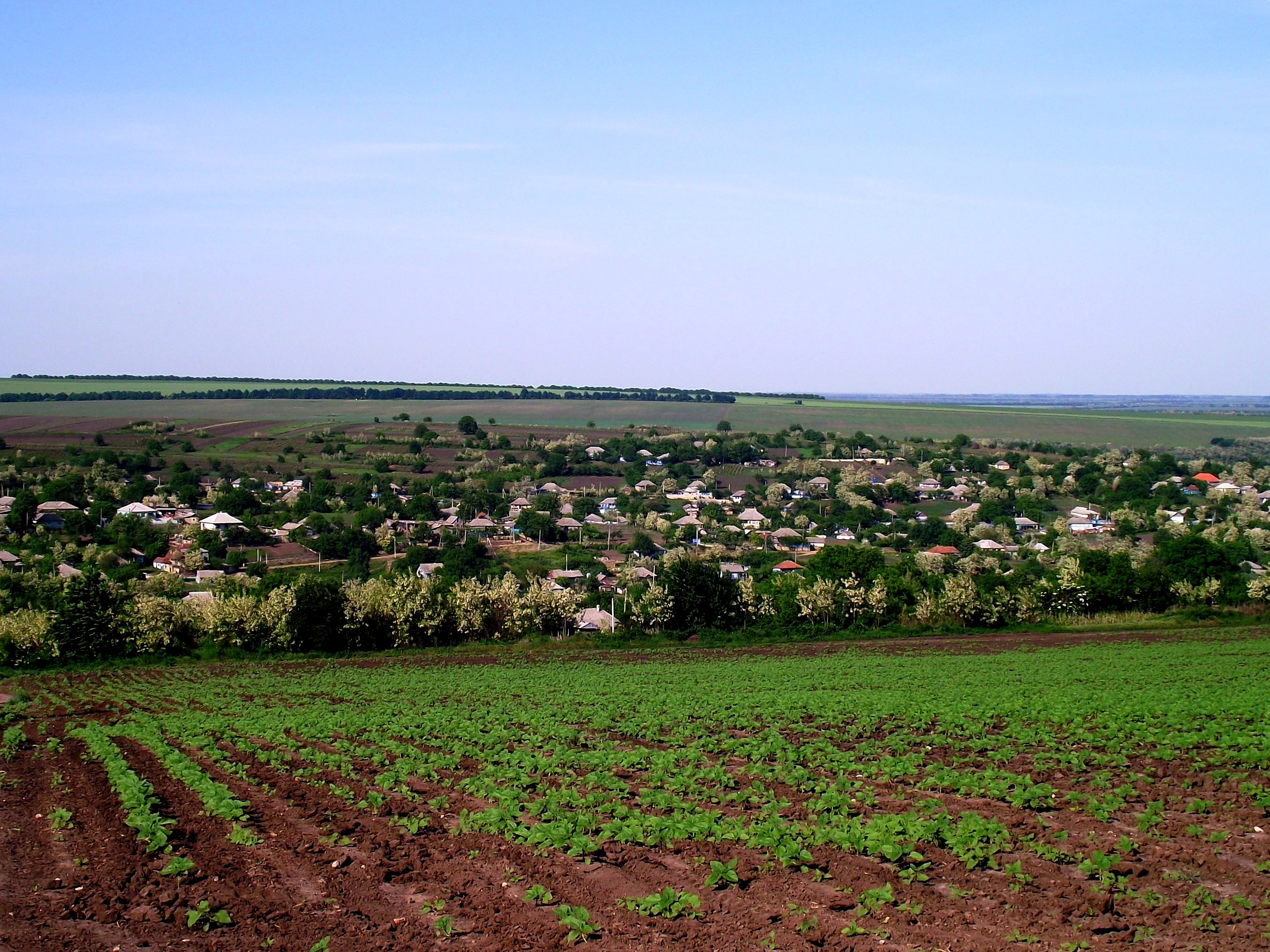
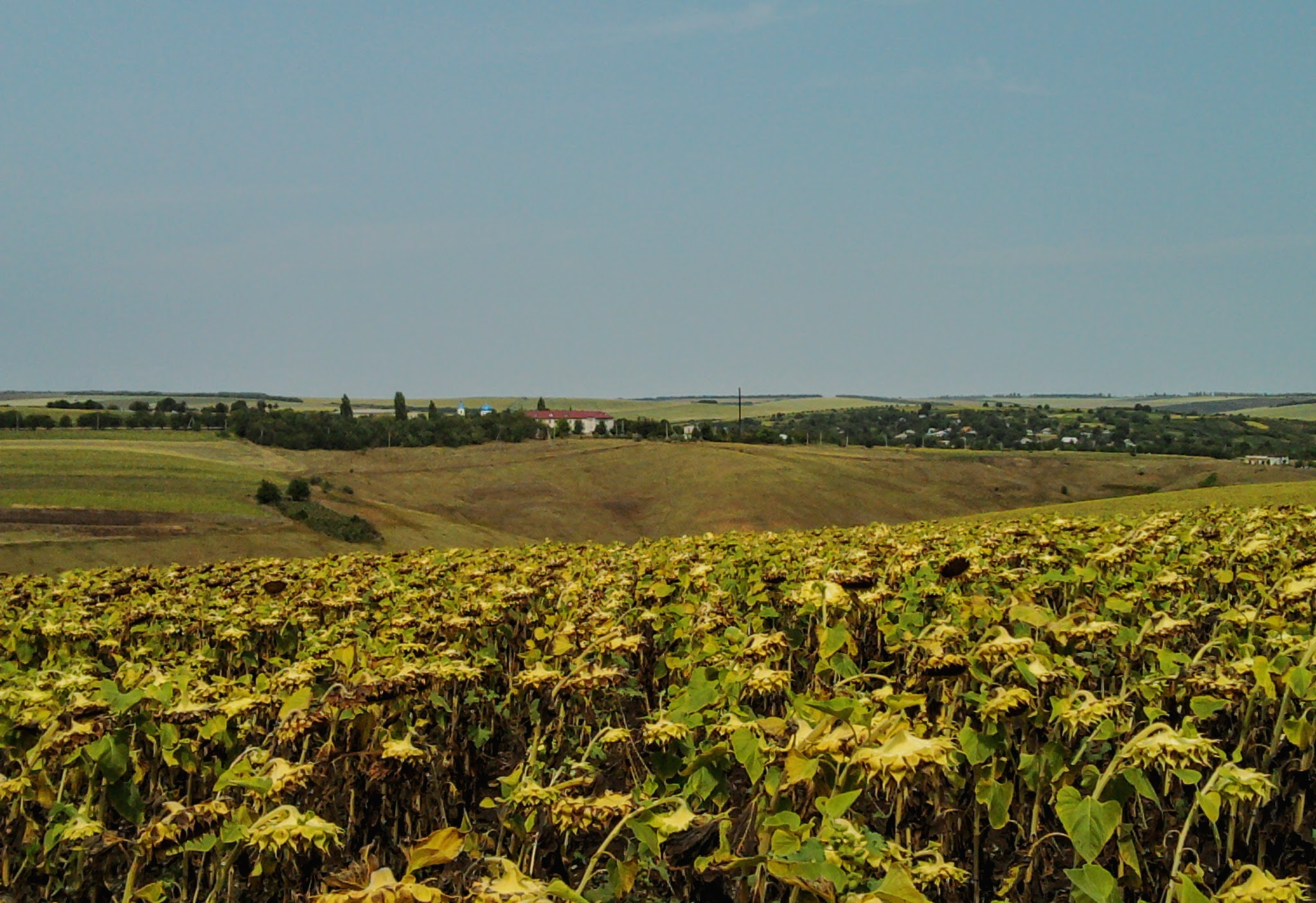
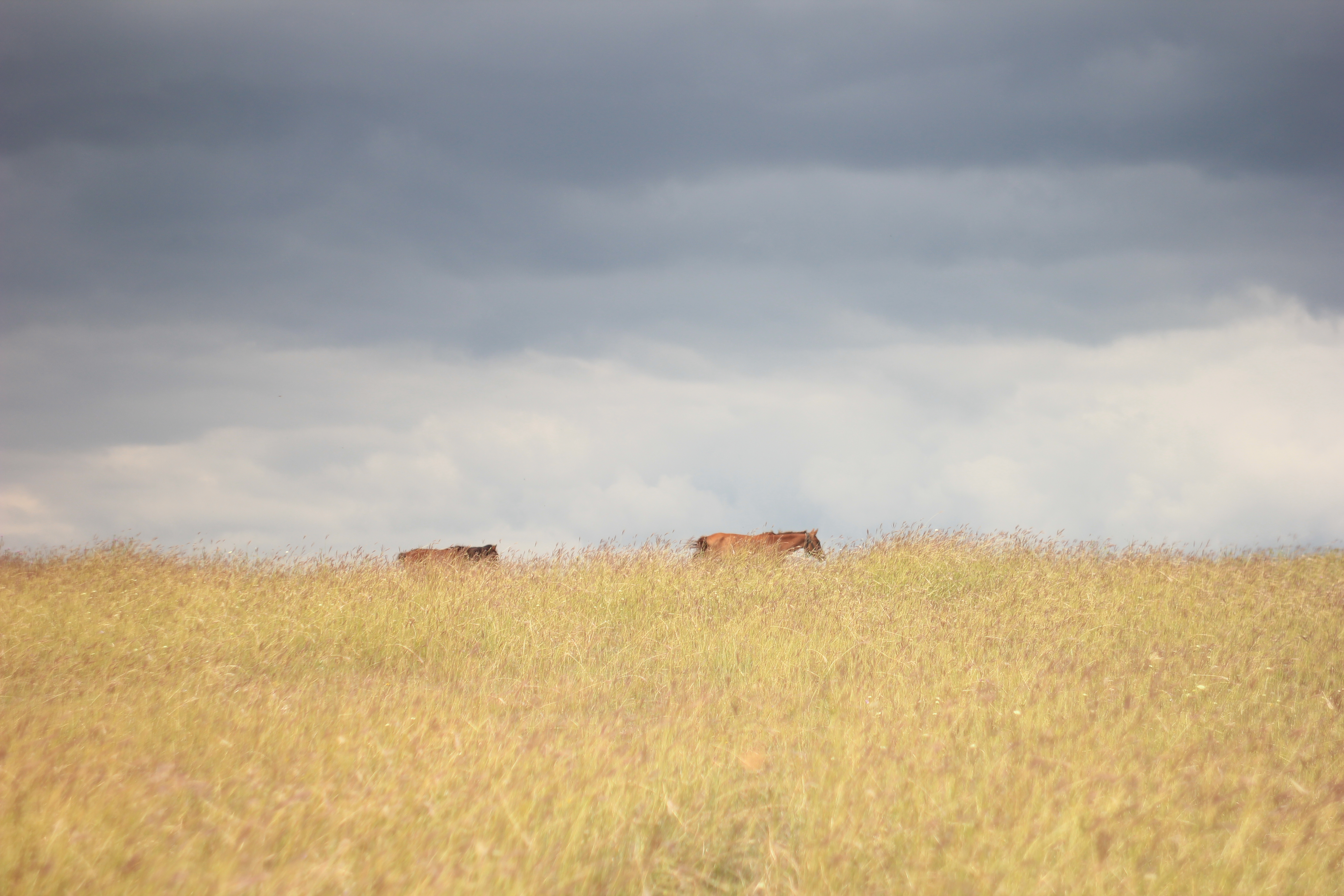
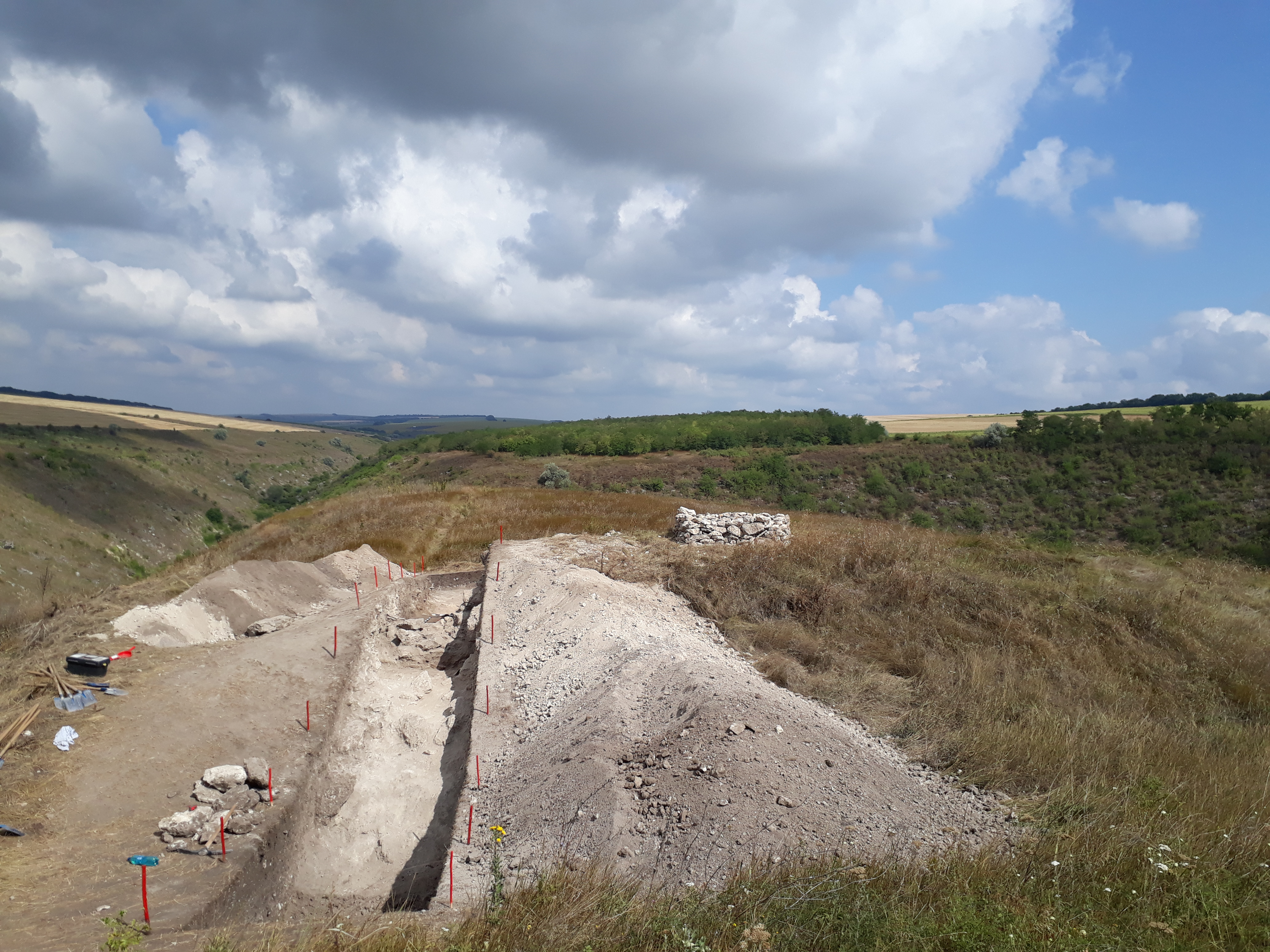
Săpături arheologice la situl de tip așezare fortificată Horodiște-Cetățuie sau „La Șanț”.